# Шет-Иргиз
Шет-Иргиз (Шетиргиз, Шетыргыз; каз. Шетырғыз) — река в Актюбинской области Казахстана, правый приток Иргиза.
Высота истока — 420 м над уровнем моря. Высота устья — 132 м над уровнем моря.

## География
Река берёт начало на склоне горы Жалгызтау (источник Куккудук). Течёт на юго-восток, затем поворачивает на восток. В верхнем течении носит название Шолдак или Шуылдак. Протекает по территории Мугалжарского, Шалкарского и Иргизского районов. Впадает в Иргиз примерно в 9 км к западу от села Шенбертал.
Притоки: реки Сырлыбай, Карасай и Кайынды (левые). На реке расположены сёла Каратогай и Шетиргиз (ныне упразднено).

## Характеристика
Длина реки составляет 178 км, площадь водосбора — 4740 км², перепад высот — 288 м. Минерализация от 200—600 мг/л до 2,5 г/л. Среднегодовой расход воды у села Каратогай составляет 0,99 м³/с. Вода используется для питья и сельскохозяйственных нужд.